# Lindera menghaiensis
Lindera menghaiensis är en lagerväxtart som beskrevs av Hsi Wen Li. Lindera menghaiensis ingår i släktet Lindera och familjen lagerväxter. Inga underarter finns listade i Catalogue of Life.